# Итбаят (муниципалитет)

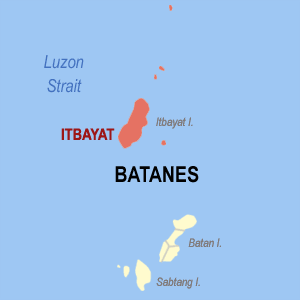

Итбаят (таг. Bayan ng Itbayat) — муниципалитет 5-го класса на территории филиппинского региона Долина Кагаян. Входит в состав провинции Батанес.

## Географическое положение
Муниципалитет расположен на островах Итбаят, Диого, Сиаян, Мабудис, Северный и Йами, на расстоянии приблизительно 680 километров к северо-северо-востоку (NNE) от столицы страны Манилы и занимает площадь 83,13 км². Абсолютная высота одноимённого посёлка — 60 метров над уровнем моря.

## Население
По данным Национального статистического управления Филиппин численность населения муниципалитета в 2010 году составляла 2988 человек.

## Транспорт
На территории муниципалитета расположен одноимённый аэропорт (ICAO: RPLT).

## Административное деление
Территория муниципалитета административно подразделяется на 5 барангаев:
- San Jose (Raele)
- San Rafael (Idiang)
- Santa Lucia (Kauhauhasan)
- Santa Maria (Marapuy)
- Santa Rosa (Kaynatuan)